# テメシュ・ユディット
テメシュ・ユディット（ハンガリー語: Temes Judit、1930年10月10日 - 2013年8月11日）は、ハンガリーの競泳選手。
ショプロン生まれ。出場した1952年のヘルシンキオリンピックで、100m自由形で銅メダルを、4×100m自由形リレーで金メダルをそれぞれ獲得した。